# Стандардсвил (Вирџинија)
Стандардсвил (енгл. Stanardsville) град је у америчкој савезној држави Вирџинија. По попису становништва из 2010. у њему је живело 367 становника.

## Демографија
Према попису становништва из 2010. у граду је живело 367 становника, што је 109 (22,9%) становника мање него 2000. године.
| Група             | 2000.       | 2010.       |
| Белци             | 423 (88,9%) | 282 (76,8%) |
| Афроамериканци    | 41 (8,6%)   | 65 (17,7%)  |
| Азијати           | 0 (0,0%)    | 0 (0,0%)    |
| Хиспаноамериканци | 4 (0,8%)    | 16 (4,4%)   |
| Укупно            | 476         | 367         |